# NABC
NABC är en modell för att testa potentialen av en affärsmässig idé- huruvida den är unik och står sig i konkurrensen, samt vilket behov den löser och vilka som vill betala för det behovet. Modellen är utvecklad vid Stanford Research Institute (SRI).  
SRI beskriver NABC-modellen bland annat så här:
NABC: Ett viktigt kund- eller marknadsbehov adresserat av en unik lösning med övertygande nyttor i jämförelse med konkurrensen eller alternativen. 
NABC är en akronym, där varje bokstav står för en egen unik innebörd. Vidare ämnar de svara på fyra fundamentala frågor, vilka beskrivs i tabellen nedan enligt Kalmar Science Parks översättning :
|   | Står för    | Svenska    | Innebörd                                                           |
| - | ----------- | ---------- | ------------------------------------------------------------------ |
| N | Need        | Behov      | Vad är kundens behov?                                              |
| A | Approach    | Lösning    | Vad har du för tillvägagångssätt för att tillfredsställa behovet?  |
| B | Benefit     | Nytta      | Vilka fördelar finns för kunden med just din affärsidé?            |
| C | Competition | Konkurrens | Vilka konkurrenter finns som också tillfredsställer kundens behov? |

Under utvecklingen av en NABC är det viktigt att iterera mellan de olika frågarna och fokusen de bringar. Utvecklarna av NABC, Carlson & Wilmot (2006), menar att det är viktigt att skriva ner så fort du itererar enligt den s.k NABC-filosofin vilken innebär att "om det inte är nedskrivet, är det inte verkligt". Men det allra viktigaste med NABC beskrivs vara kundfokuset- det som verkligen gör det på riktigt är att presentera idén för potentiella kunder och genom detta iterera fram en förståelse för deras behov, vilket lägger grunden för att också kunna adressera dem ordentligt. 